# Raffaello in casa
Raffaello in casa è un documentario del 1963 diretto da Gian Luigi Rondi e basato sulla vita del pittore italiano Raffaello Sanzio.